# 8e Screen Actors Guild Awards
De 8e Screen Actors Guild Awards, waarbij prijzen werden uitgereikt voor uitstekende acteerprestaties in film en televisie voor het jaar 2001, gekozen door de leden van de Screen Actors Guild, vonden plaats op 10 maart 2002 in het Shrine Auditorium in Los Angeles. De prijs voor de volledige carrière werd uitgereikt aan Edward Asner.

## Film

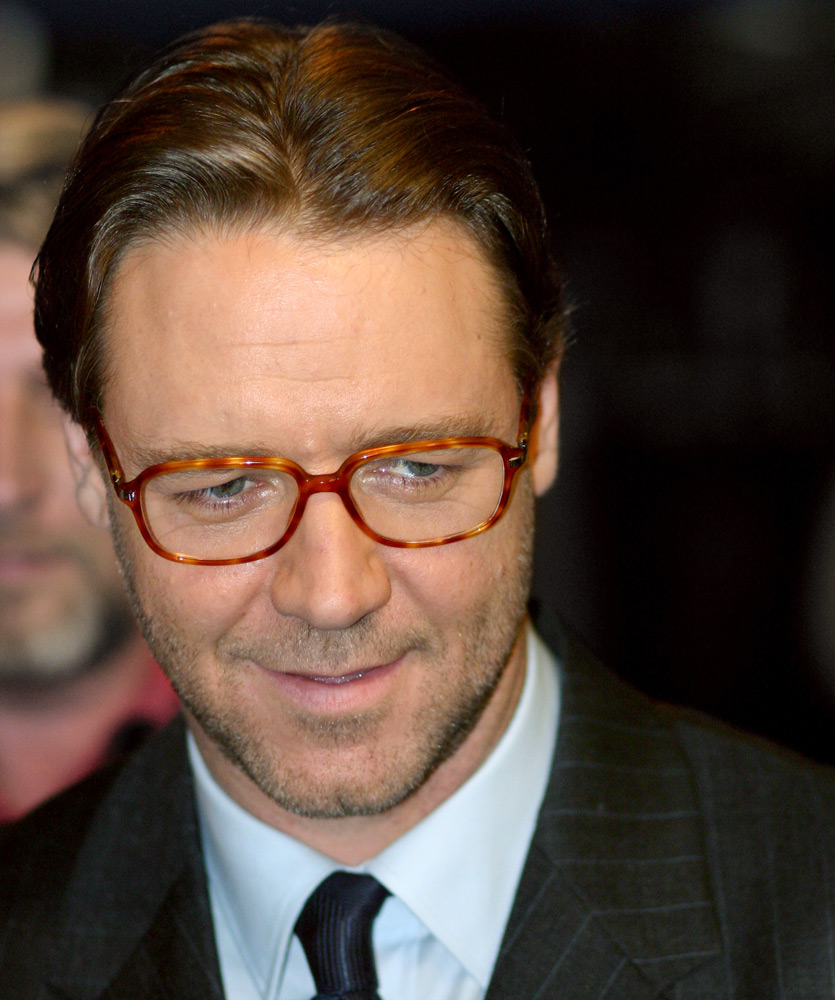
Russell Crowe (A Beautiful Mind), winnaar mannelijke acteur in een hoofdrol

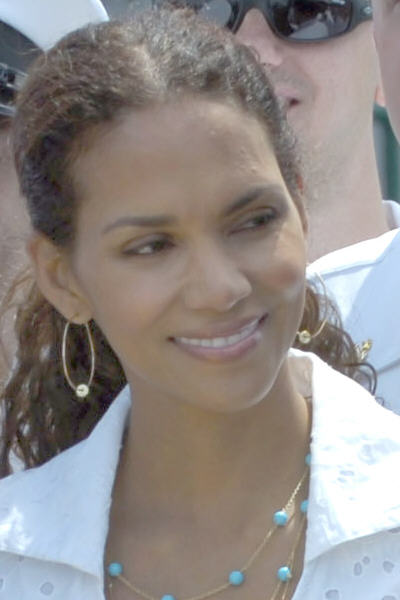
Halle Berry (Monster's Ball), winnaar vrouwelijke acteur in een hoofdrol

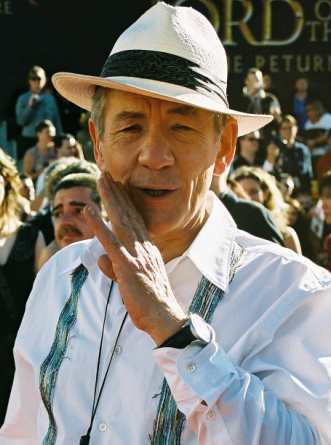
Ian McKellen (The Lord of the Rings: The Fellowship of the Ring), winnaar mannelijke acteur in een bijrol

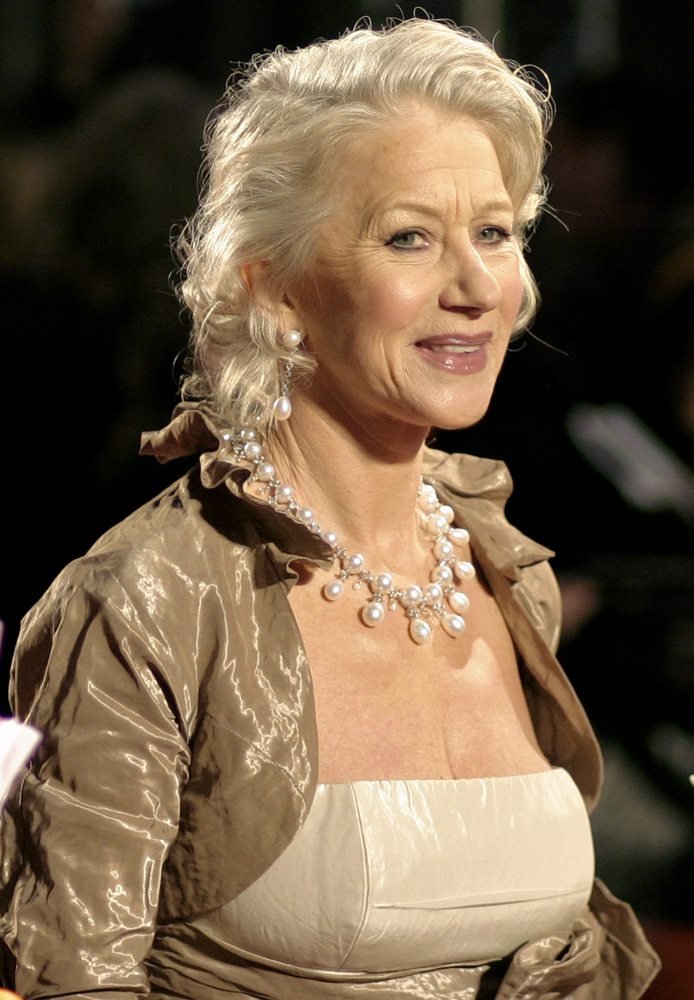
Helen Mirren (Gosford Park), winnaar vrouwelijke acteur in een bijrol

De winnaars staan bovenaan in vet lettertype.

#### Cast in een film
Outstanding Performance by a Cast in a Motion Picture
- Gosford Park
  - A Beautiful Mind
  - In the Bedroom
  - The Lord of the Rings: The Fellowship of the Ring
  - Moulin Rouge!

#### Mannelijke acteur in een hoofdrol
Outstanding Performance by a Male Actor in a Leading Role
- Russell Crowe - A Beautiful Mind
  - Kevin Kline - Life as a House
  - Sean Penn - I Am Sam
  - Denzel Washington - Training Day
  - Tom Wilkinson - In the Bedroom

#### Vrouwelijke acteur in een hoofdrol
Outstanding Performance by a Female Actor in a Leading Role
- Halle Berry - Monster's Ball
  - Jennifer Connelly - A Beautiful Mind
  - Judi Dench - Iris
  - Sissy Spacek - In the Bedroom
  - Renée Zellweger - Bridget Jones's Diary

#### Mannelijke acteur in een bijrol
Outstanding Performance by a Male Actor in a Supporting Role
- Ian McKellen - The Lord of the Rings: The Fellowship of the Ring
  - Jim Broadbent - Iris
  - Hayden Christensen - Life as a House
  - Ethan Hawke - Training Day
  - Ben Kingsley - Sexy Beast

#### Vrouwelijke acteur in een bijrol
Outstanding Performance by a Female Actor in a Supporting Role
- Helen Mirren - Gosford Park
  - Cate Blanchett - Bandits
  - Judi Dench - The Shipping News
  - Cameron Diaz - Vanilla Sky
  - Dakota Fanning - I Am Sam

## Televisie

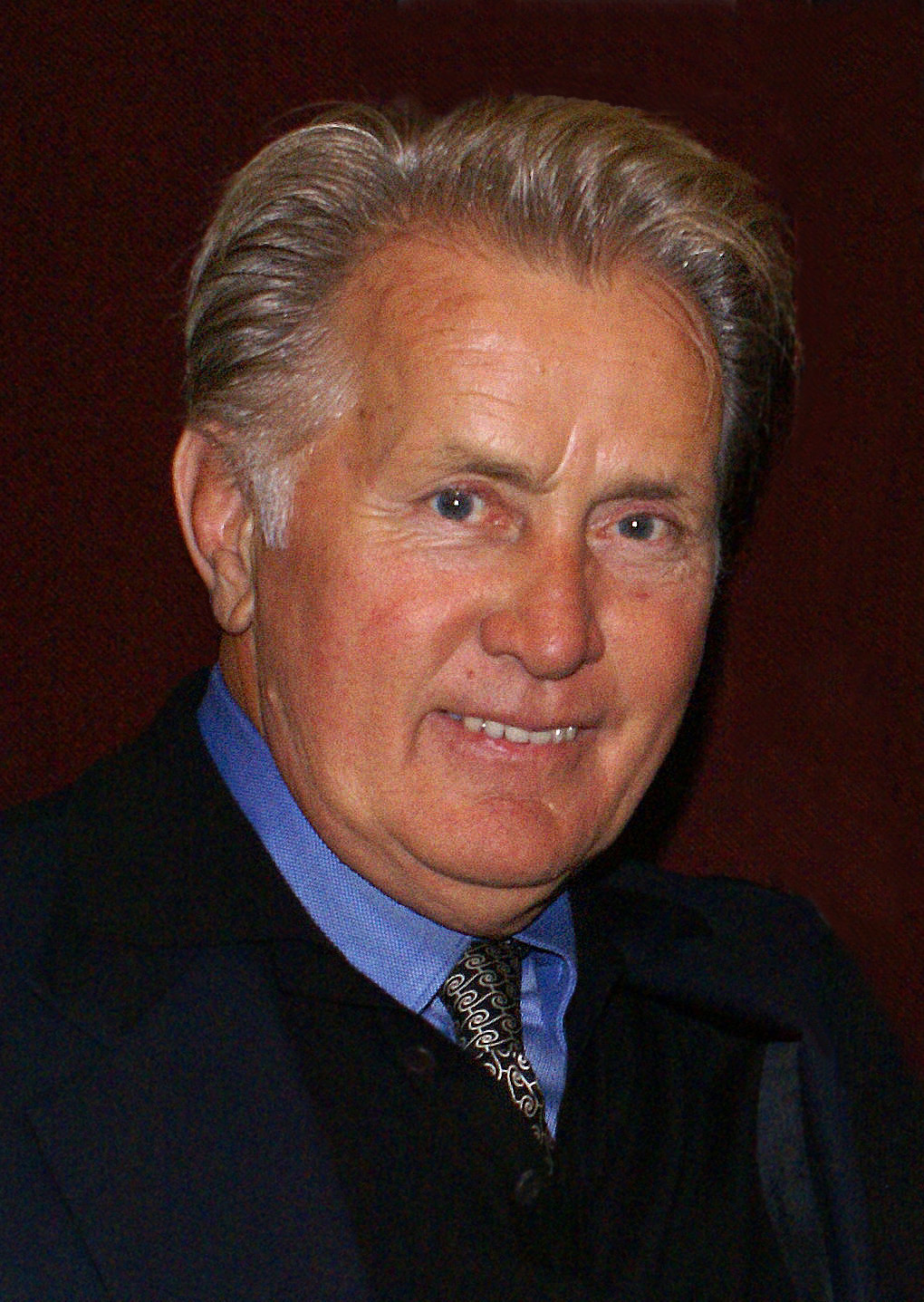
Martin Sheen (The West Wing), winnaar mannelijke acteur in een dramaserie

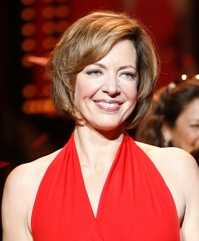
Allison Janney (The West Wing), winnaar vrouwelijke acteur in een dramaserie

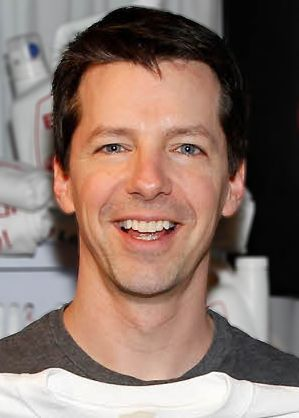
Sean Hayes (Will & Grace), winnaar mannelijke acteur in een komedieserie

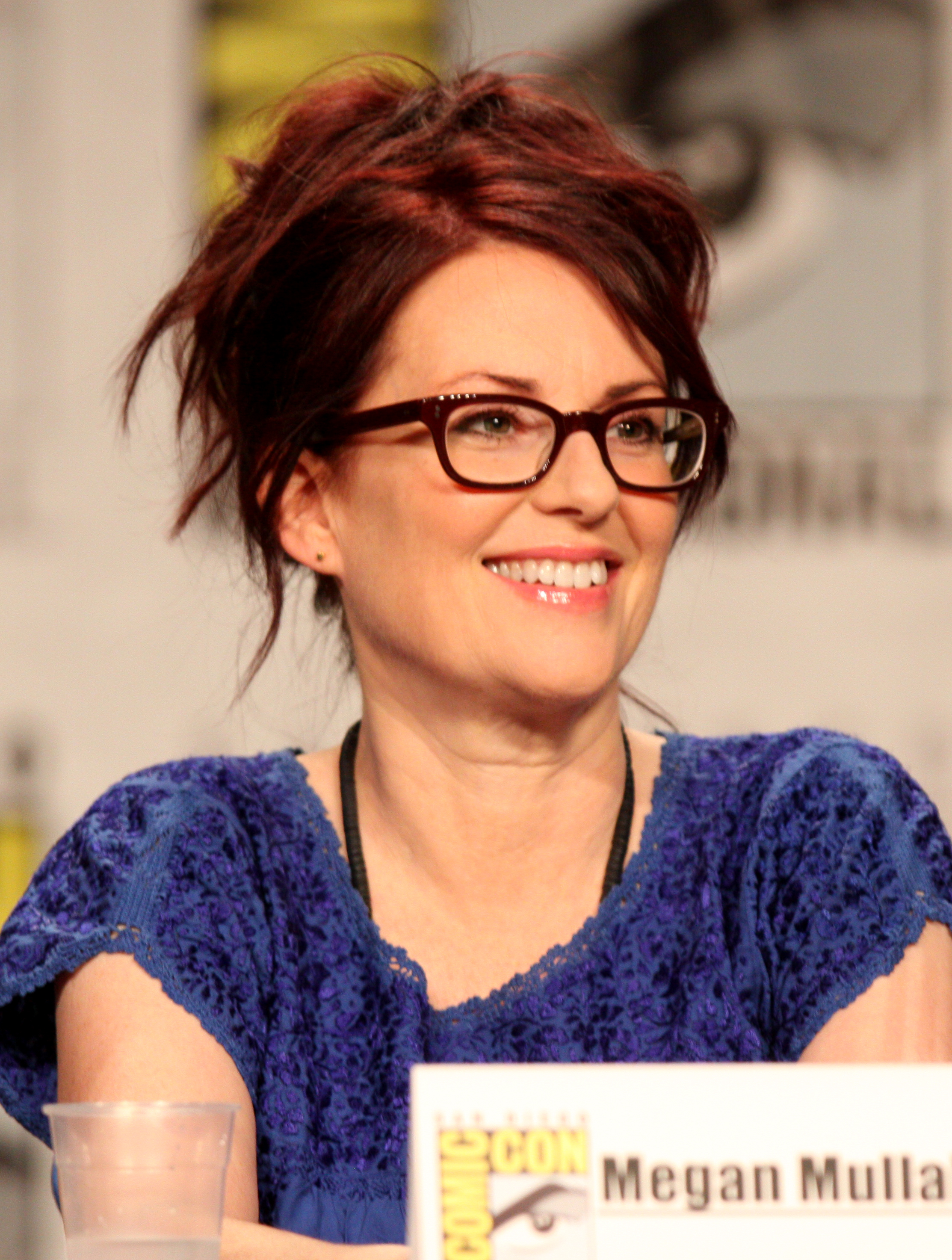
Megan Mullally (Will & Grace), winnaar vrouwelijke acteur in een komedieserie

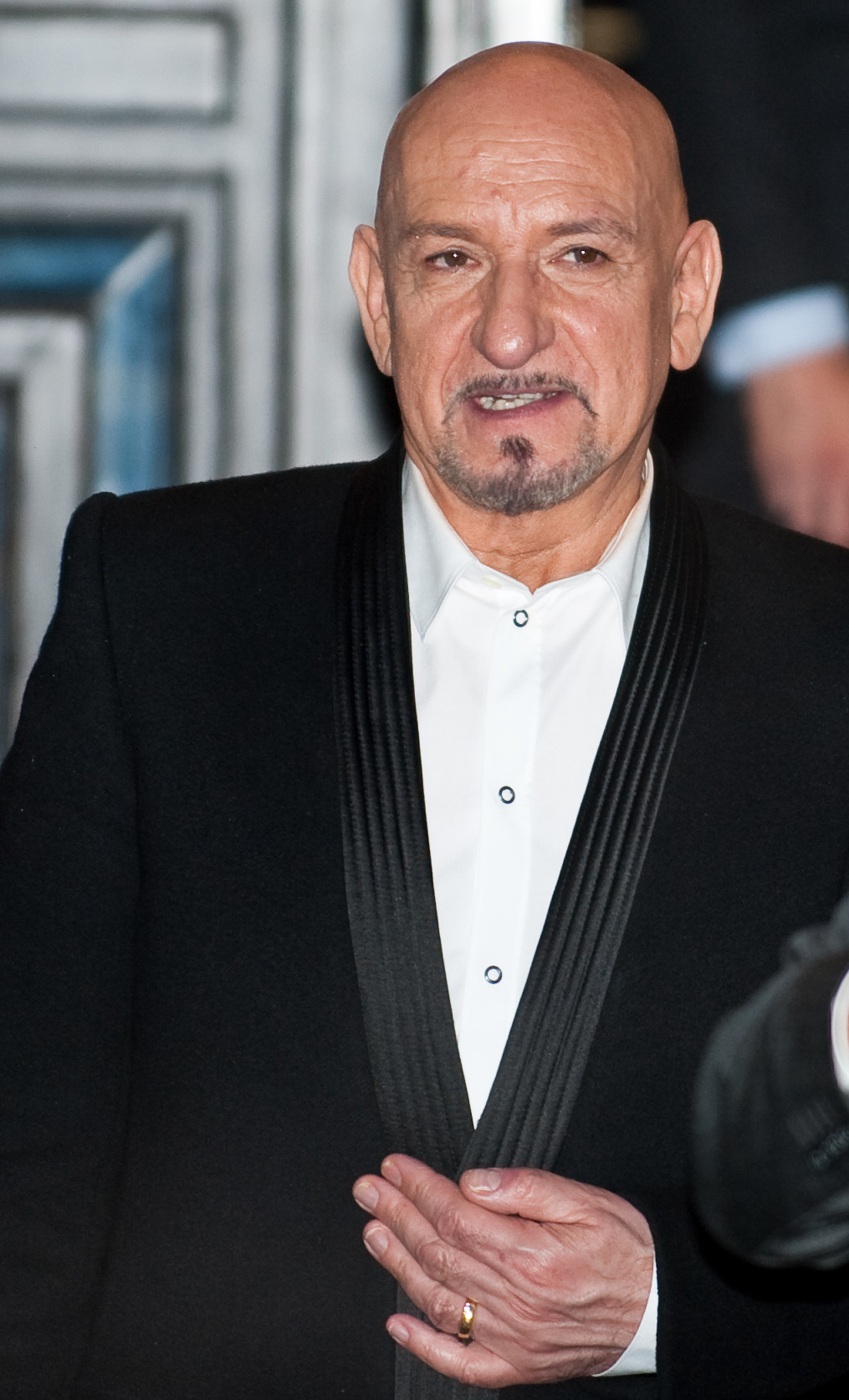
Ben Kingsley (Anne Frank), winnaar mannelijke acteur in een miniserie of televisiefilm

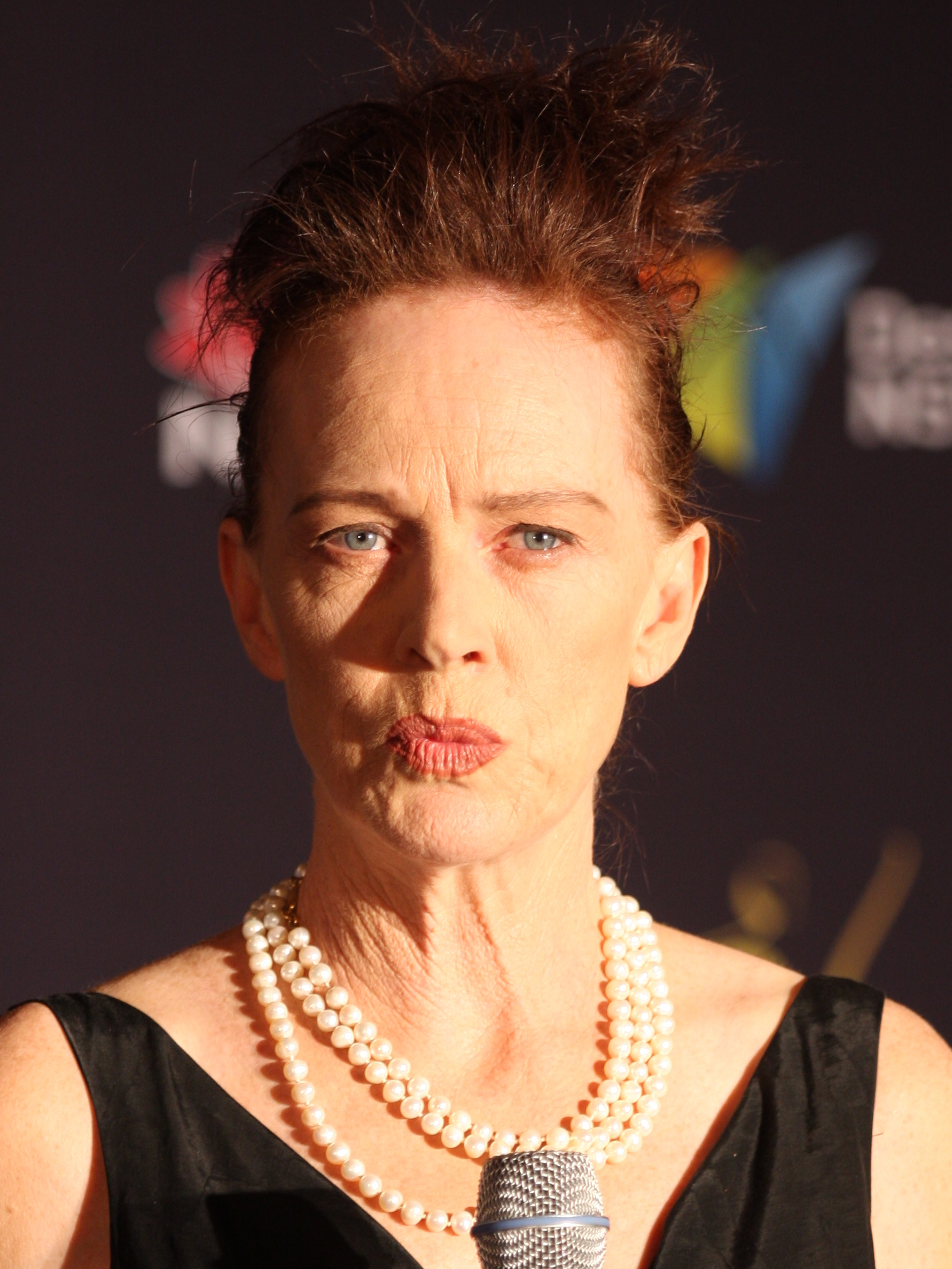
Judy Davis (Life with Judy Garland: Me and My Shadows), winnaar vrouwelijke acteur in een miniserie of televisiefilm

De winnaars staan bovenaan in vet lettertype.

#### Ensemble in een dramaserie
Outstanding Performance by an Ensemble in a Drama Series
- The West Wing
  - CSI: Crime Scene Investigation
  - Law & Order
  - Six Feet Under
  - The Sopranos

#### Mannelijke acteur in een dramaserie
Outstanding Performance by a Male Actor in a Drama Series
- Martin Sheen - The West Wing
  - Richard Dreyfuss - The Education of Max Bickford
  - Dennis Franz - NYPD Blue
  - James Gandolfini - The Sopranos
  - Peter Krause - Six Feet Under

#### Vrouwelijke acteur in een dramaserie
Outstanding Performance by a Female Actor in a Drama Series
- Allison Janney - The West Wing
  - Lorraine Bracco - The Sopranos
  - Stockard Channing - The West Wing
  - Tyne Daly - Judging Amy
  - Edie Falco - The Sopranos
  - Lauren Graham - Gilmore Girls

#### Ensemble in een komedieserie
Outstanding Performance by an Ensemble in a Comedy Series
- Sex and the City
  - Everybody Loves Raymond
  - Frasier
  - Friends
  - Will & Grace

#### Mannelijke acteur in een komedieserie
Outstanding Performance by a Male Actor in a Comedy Series
- Sean Hayes - Will & Grace
  - Peter Boyle - Everybody Loves Raymond
  - Kelsey Grammer - Frasier
  - David Hyde Pierce - Frasier
  - Ray Romano - Everybody Loves Raymond

#### Vrouwelijke acteur in een komedieserie
Outstanding Performance by a Female Actor in a Comedy Series
- Megan Mullally - Will & Grace
  - Jennifer Aniston - Friends
  - Kim Cattrall - Sex and the City
  - Patricia Heaton - Everybody Loves Raymond
  - Sarah Jessica Parker - Sex and the City

#### Mannelijke acteur in een miniserie of televisiefilm
Outstanding Performance by a Male Actor in a Television Movie or Miniseries
- Ben Kingsley - Anne Frank
  - Alan Alda - Club Land
  - Richard Dreyfuss - The Day Reagan Was Shot
  - James Franco - James Dean
  - Gregory Hines - Bojangles

#### Actrice in een miniserie of televisiefilm
Outstanding Performance by a Female Actor in a Television Movie or Miniseries
- Judy Davis - Life with Judy Garland: Me and My Shadows
  - Angela Bassett - Ruby's Bucket of Blood
  - Anjelica Huston - The Mists of Avalon
  - Sissy Spacek - Midwives
  - Emma Thompson - Wit